# Palau-de-Cerdagne
Palau-de-Cerdagne (in catalano Palau de Cerdanya) è un comune francese di 448 abitanti situato nel dipartimento dei Pirenei Orientali nella regione dell'Occitania.

## Geografia fisica

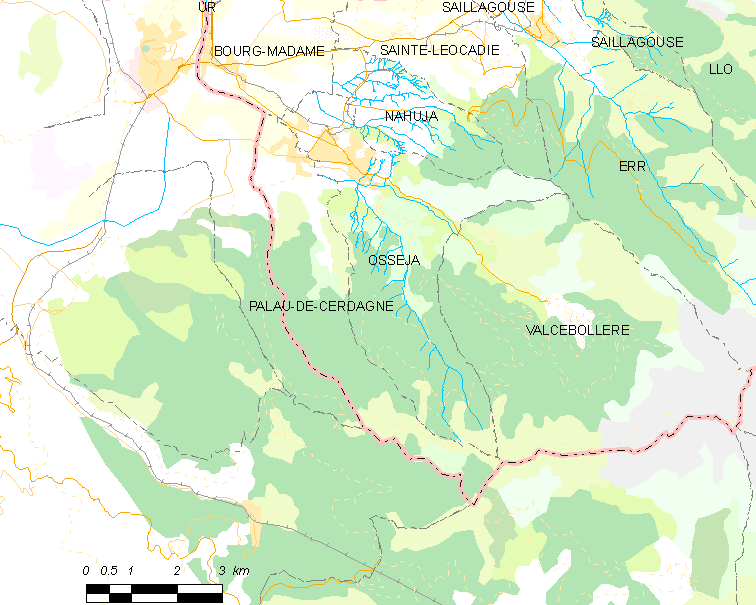
Situazione di Palau-de-Cerdagne

Fa parte della regione storica nota come Cerdagna.

## Società

### Evoluzione demografica
Abitanti censiti